# Camp de concentration de Petchora
Le camp de concentration de Petchora, orthographié également Petchera ou Pecioara (russe : Печера ou Печора), est un camp de concentration exploité par la Roumanie pendant la Seconde Guerre mondiale dans le village de Pechora, aujourd'hui en Ukraine. Le camp de concentration est établi sur le terrain fermé de ce qui était autrefois un domaine privé de la noble famille polonaise Potocki sur les rives du Boug méridional, qui avait été convertie en sanatorium pour les patients tuberculeux après la révolution russe.

## Le ghetto
Situé dans la zone d'occupation roumaine de l'Ukraine, connue sous le nom de gouvernorat de Transnistrie, le camp est surveillé par un gendarme roumain et gardé par des policiers ukrainiens armés de matraques et de fusils. À partir de novembre 1941, des Juifs des régions environnantes, dont Toultchyn, Bratslav, Chpikov, Tostyanets, ainsi que, plus tard, de régions plus éloignées telles que Mohyliv-Podilskyï, sont amenés à Petchora et internés dans l'enceinte. Des Juifs roumains de Bessarabie et de Bucovine sont également envoyés à Petchora,. Au sein du camp, les prisonniers sont assassinés non par extermination systématique par gaz ou par balles, mais plutôt par la famine, l'exposition aux éléments et maladies telles que le typhus. En outre, plusieurs centaines de prisonniers sont violemment déportés plus à l'est de l'autre côté de la rivière Boug pour travailler dans les camps de travail forcé DG-IV (en) en Ukraine occupée par l'Allemagne, où presque aucun ne survivra,.
Selon la documentation roumaine de guerre, un panneau indiquant « camp de la mort » est installé à l'entrée principale du camp. Comme pour tous les plus de 150 sites de concentration de Transnistrie, les occupants roumains n'ont aucune intention de maintenir la population juive sous leur contrôle. Dans le cas de Petchora, l'inspecteur de la gendarmerie de Transnistrie déclare explicitement en octobre 1942 que Petchora a été créée « exclusivement » dans le but de tuer ses prisonniers.
Des historiens et des chercheurs, dont Matatias Carp et Radu Ioanid, considèrent Petchora comme le plus tristement célèbre de tous les sites établis dans l'Ukraine occupée par la Roumanie. Selon un rapport publié en 2004 par la Commission Wiesel, le camp figure parmi les sites des « crimes les plus odieux commis contre les Juifs pendant l'Holocauste ». Aucune photo du camp en activité n'est actuellement disponible, bien de nombreux témoignages de survivants ont été recueillis.
Le chef du camp est un commandant de gendarmerie roumain nommé Stratulat. Selon le témoignage des survivants, Stratulat empêcha un groupe d'Allemands de souche affiliés aux SS (appartenant au Sonderkommando Russland) de liquider la population du camp à la fin de l'été 1942,.
Pour de nombreuses familles internées dans le camp de Petchora, la survie n'était possible qu'en échangeant le reste de leurs vêtements et possessions contre de la nourriture avec les villageois qui se rassemblaient à la porte du camp. De nombreux enfants survivants rapporteront plus tard s'être échappés du camp mal gardé et mendier de la nourriture dans le village de Petchora et dans les communautés environnantes. De nombreux survivants du camp de Petchora doivent leur vie à la générosité des Ukrainiens de souche locale, qui les ont souvent nourris et logés,. D'une manière générale, les habitants de la zone de Transnistrie occupée par la Roumanie traitaient les Juifs beaucoup plus favorablement que les habitants d'autres régions voisines telles que l'ouest de l'Ukraine et la Bessarabie, où les pogroms étaient répandus. Ce phénomène en Transnistrie a été décrit dans une étude influente des universitaires Diana Dumitru et Carter Johnson.
Bien que les estimations varient, les historiens pensent que 11 000 prisonniers ont été amenés au camp de Petchora, dont environ 9 500 ont péri (estimations hautes),. Les morts ont été transportés vers des fosses communes, y compris des tranchées à la périphérie du village et vers le cimetière juif voisin,. Au moment de la libération du camp par l'armée rouge le 17 mars 1944, environ 300 à 400 prisonniers sont encore en vie. Plusieurs centaines d'autres survivants avaient réussi à s'échapper et à atteindre les ghettos voisins, en particulier en 1943, où les conditions étaient généralement plus sûres et où les survivants s'assuraient de passer les mois restants de la guerre. Cependant, ils représentaient désormais la frange de la population la plus pauvre dans des endroits comme le ghetto de Dzhuryn, une destination commune pour les évadés du camp de Pechora.

## Après-guerre
Après avoir survécu à la guerre, les survivants juifs locaux d'origine soviétique du camp sont retournés dans leurs villes natales du sud-ouest de l'Ukraine et y sont restés en grande partie pendant des décennies, constituant les rares endroits d'Europe de l'Est où la société juive s'est poursuivie au 21e siècle (bien que de nombreuses familles finissent par émigrer en Israël ou en Occident).
Immédiatement après la guerre, un ethnomusicologue soviétique nommé Moisei Beregovski s'est rendu dans des villes de ce qui avait été le nord de la Transnistrie pour parler aux survivants, conscient du fait que les taux de survie étaient beaucoup plus élevés en Transnistrie qu'en Ukraine occupée par l'Allemagne. Son équipe enregistra des chansons interprétées par des survivants de Petchora de Tulchin, Bratslav, Bershad, etc. Son équipe a également écrit les paroles. Des années plus tard, les paroles ont été adaptées à de nouveaux arrangements musicaux par un groupe musical basé à Toronto. Leur album (Yiddish Glory : The Lost Songs of World War II) a été nommé pour un Grammy Awards en 2019.
Dans les années 1950, de nombreux collaborateurs ukrainiens de souche condamnés — contre lesquels certains survivants ont témoigné — bénéficient d'une libération anticipée des camps de travail soviétiques et retournent dans les communautés dans lesquelles ils ont servi pendant la guerre.
Compte tenu de la continuité de la société juive dans les villes de ce qui avait été le nord de la Transnistrie — aujourd'hui l'oblast ukrainien de Vinnytsia — et de l'existence de communautés de langue yiddish d'après-guerre, les chercheurs se sont vivement intéressés aux vestiges de la vie juive dans la région. Cela inclut le chercheur Jeffrey Veidlinger et des groupes de Saint-Pétersbourg, qui ont rendu visite à des survivants dans des villes comme Tulchyn pour interroger des survivants dans les années 1990 et au début des années 2000,. L'éminent écrivain de langue yiddish Boris Sandler a également traité du camp de Petchora et la Shoah en Roumanie dans ses œuvres, y compris la nouvelle collection Red Shoes for Rachel. Le camp de Petchora a également fait l'objet d'un documentaire du cinéaste israélien Boris Naftsir, « We Allow You to Die ». En 2022, le petit-fils d'un survivant du camp de Petchora, Motl Braverman, publia un mémoire familial sur la survie de son grand-père dans le camp : So They Remember : A Jewish Family's Story of Surviving the Holocaust in Soviet Ukraine,.
Aujourd'hui, la zone (ouverte aux visiteurs) et l'ancien domaine sont connus sous le nom de « parc de Pechera », tandis que le principal bâtiment administratif sur le terrain est aujourd'hui un hôpital. Peu de souvenirs rappellent son rôle sinistre pendant la guerre. Quelques plaques commémoratives ont été érigées sur le terrain, tandis qu'un monument plus vaste et des pierres commémoratives supplémentaires se dressent sur le site de la fosse commune du cimetière juif voisin.

## Galerie

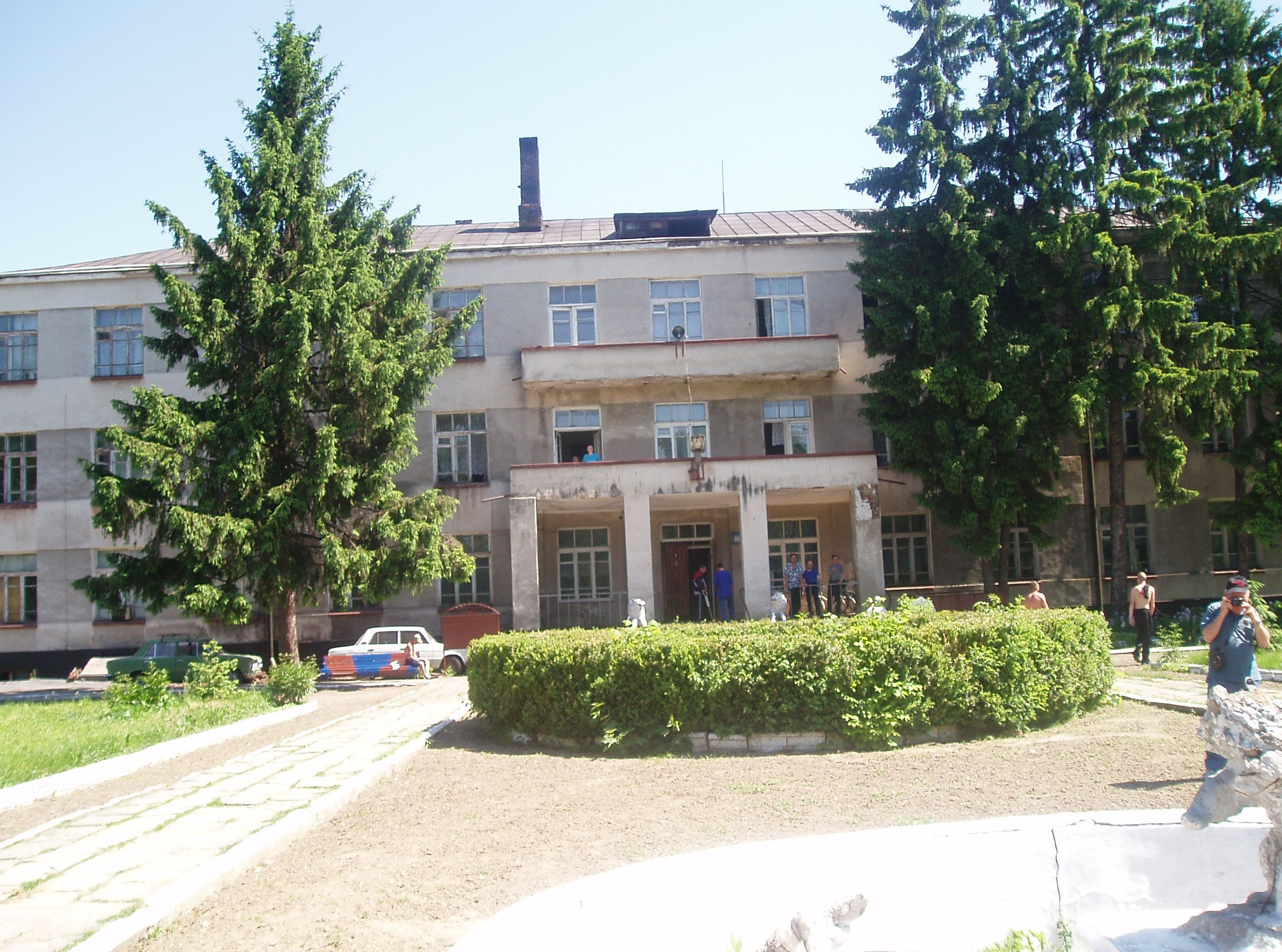
Bâtiment administratif principal de la propriété
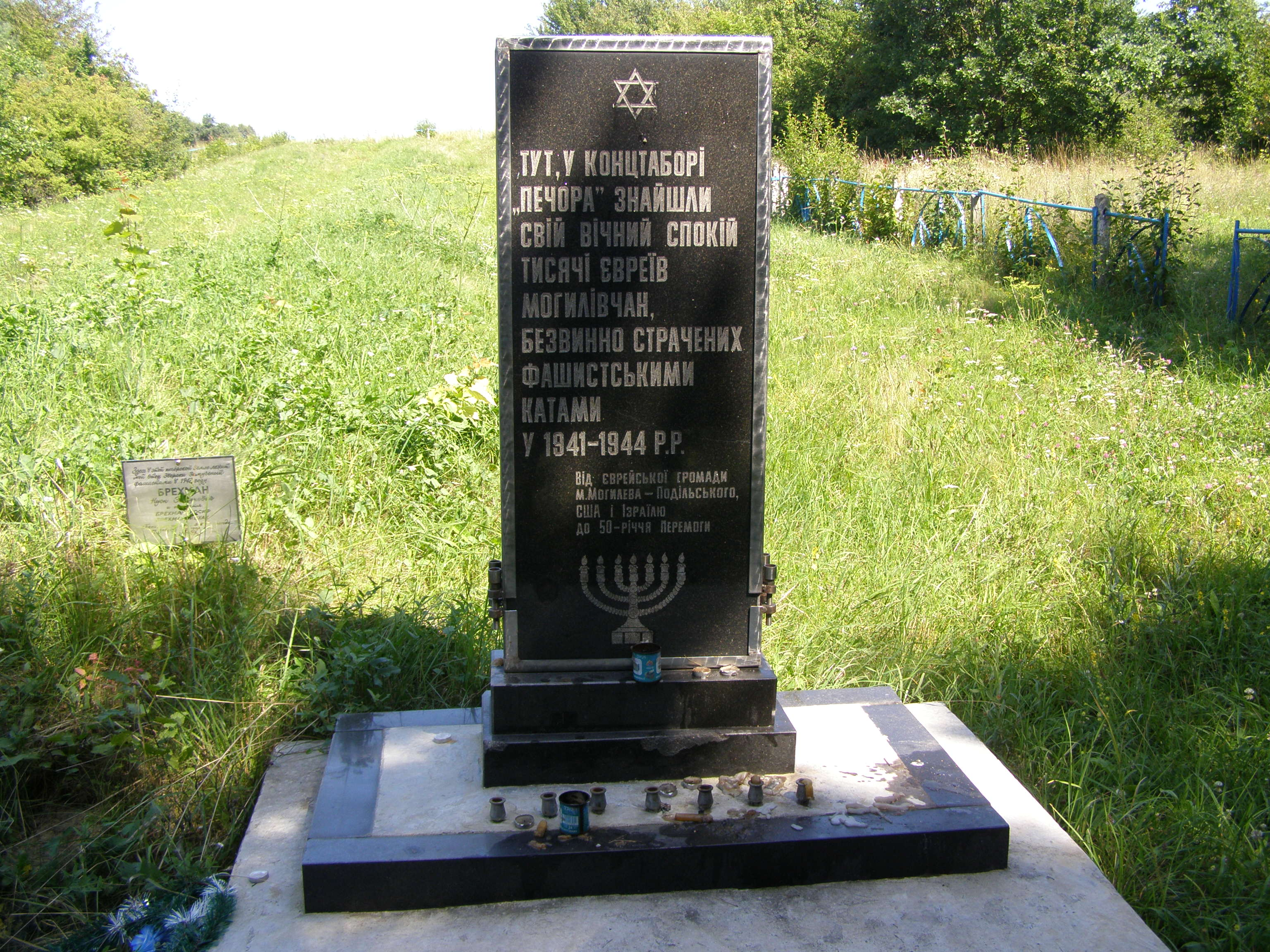
Monument sur le lieu des anciennes fosses communes, cimetière juif
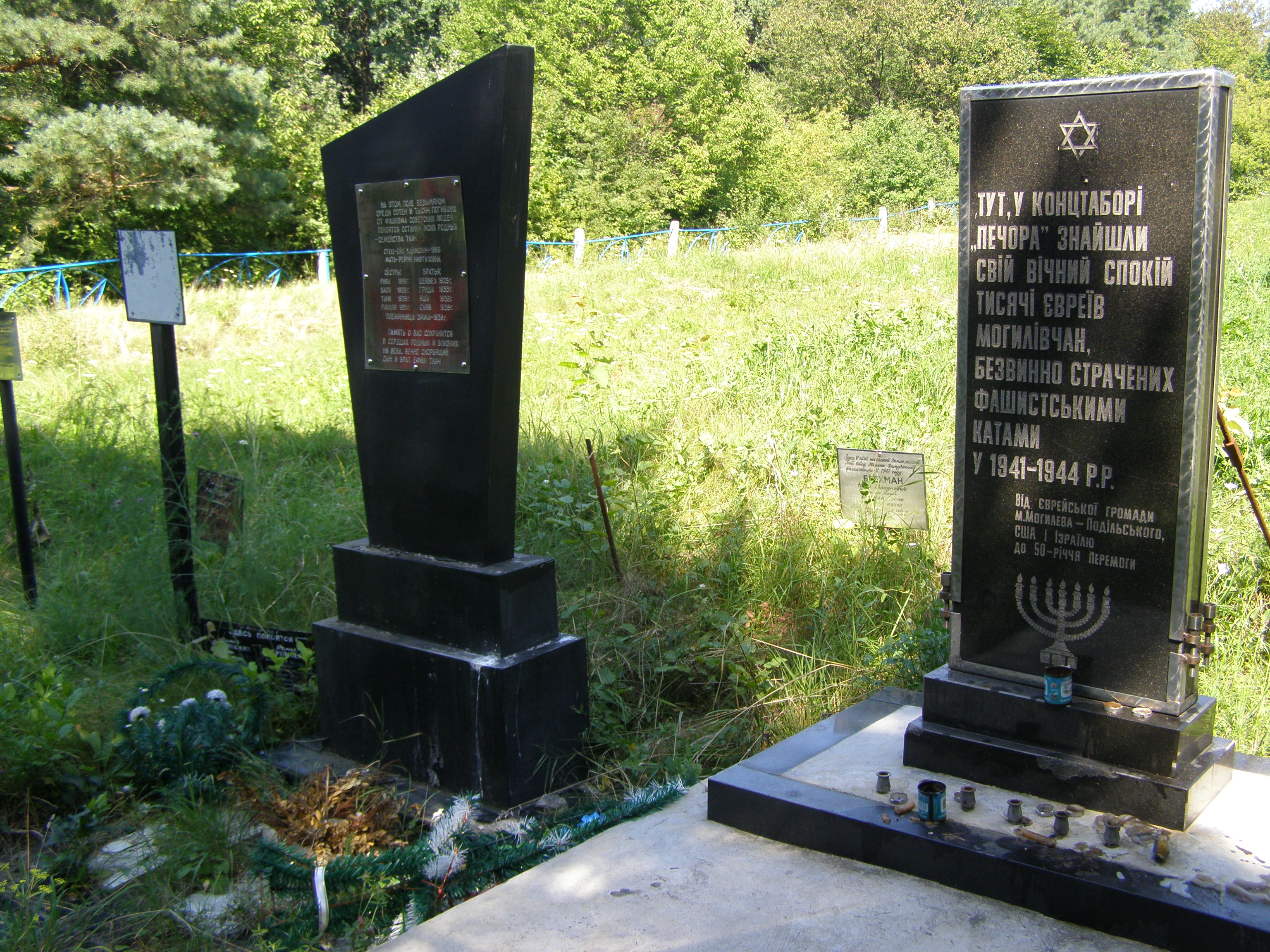
Monument sur le lieu des anciennes fosses communes, cimetière juif
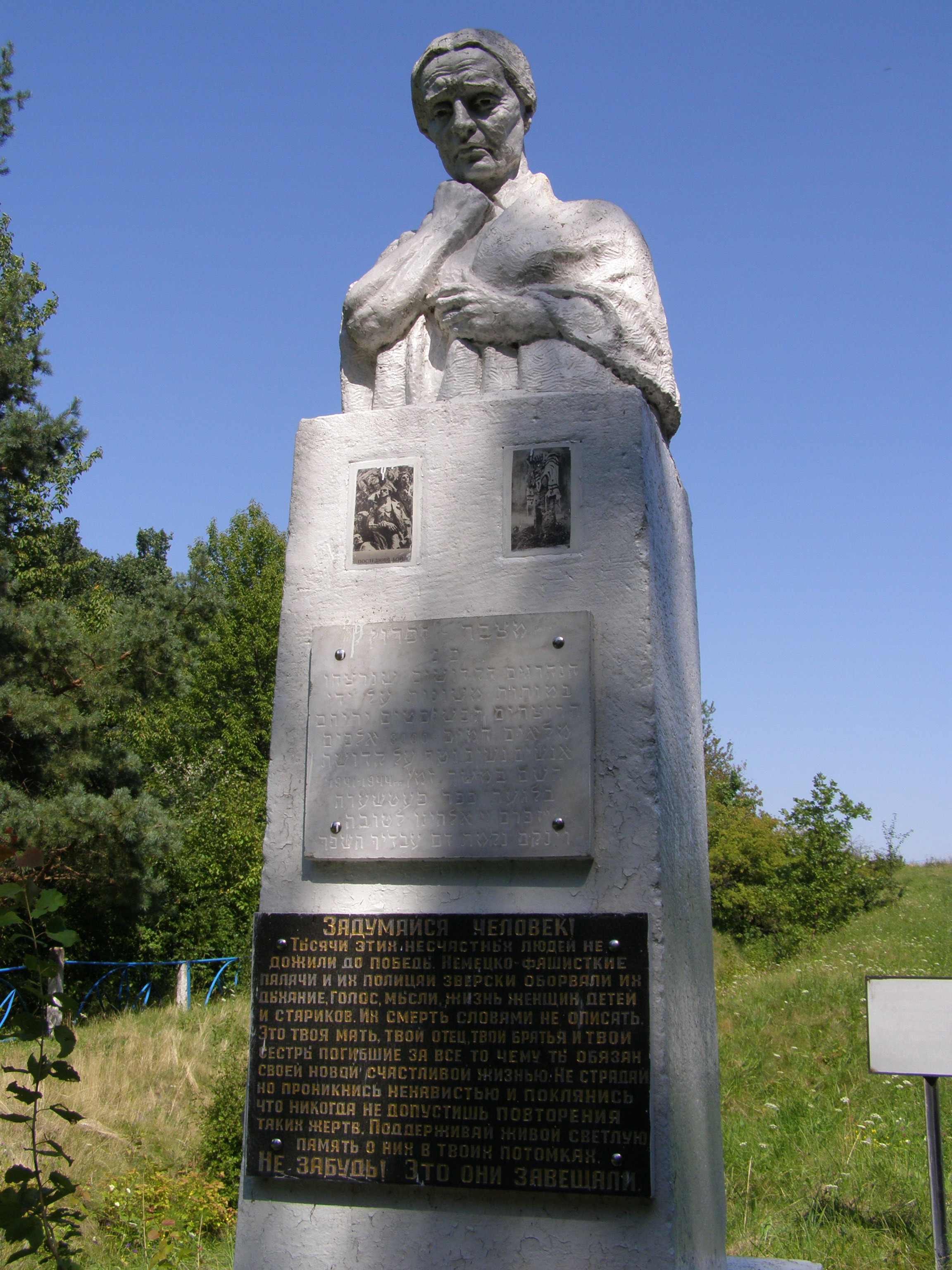
Monument sur le lieu des anciennes fosses communes, cimetière juif
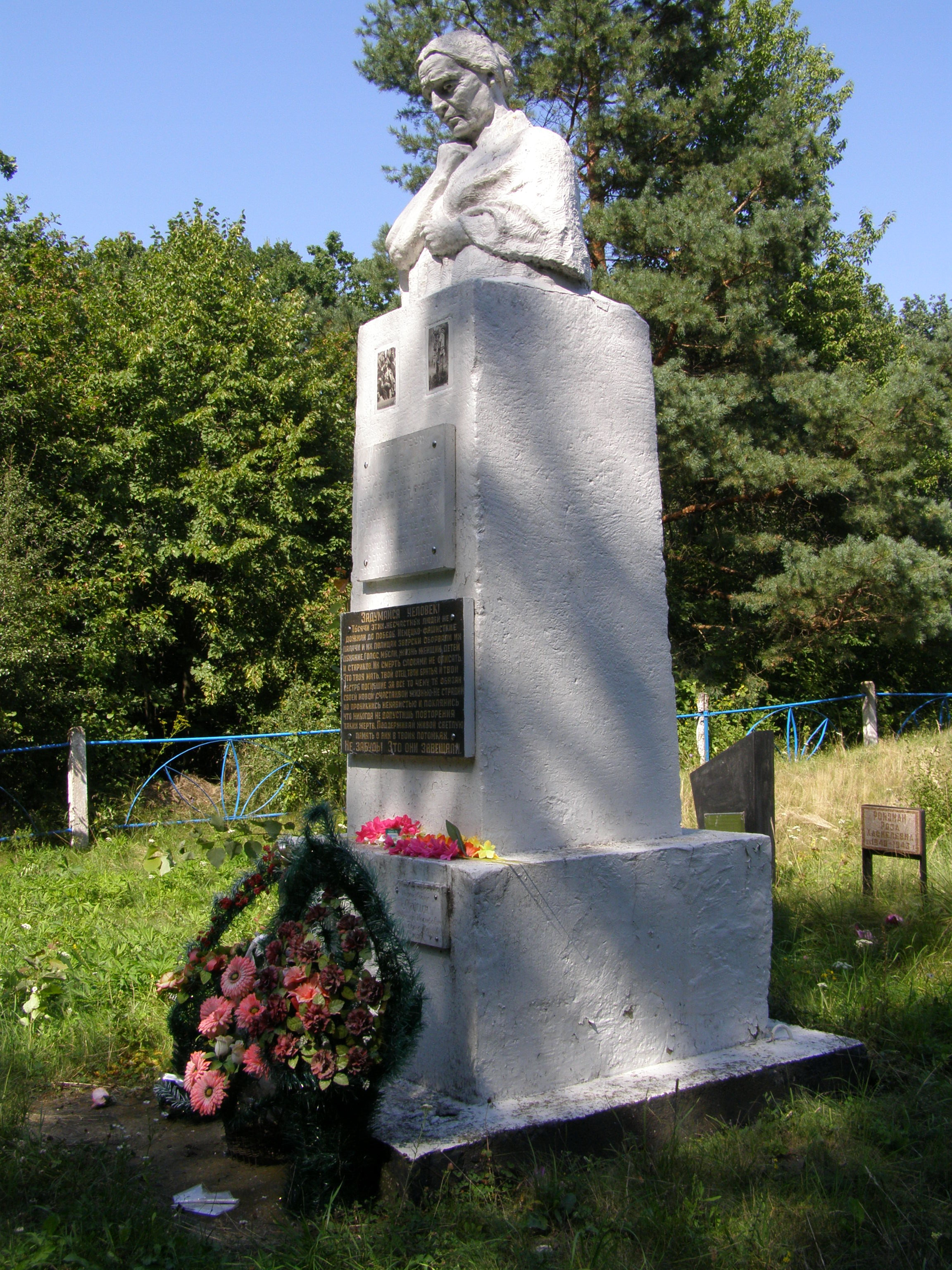
Monument sur le lieu des anciennes fosses communes, cimetière juif
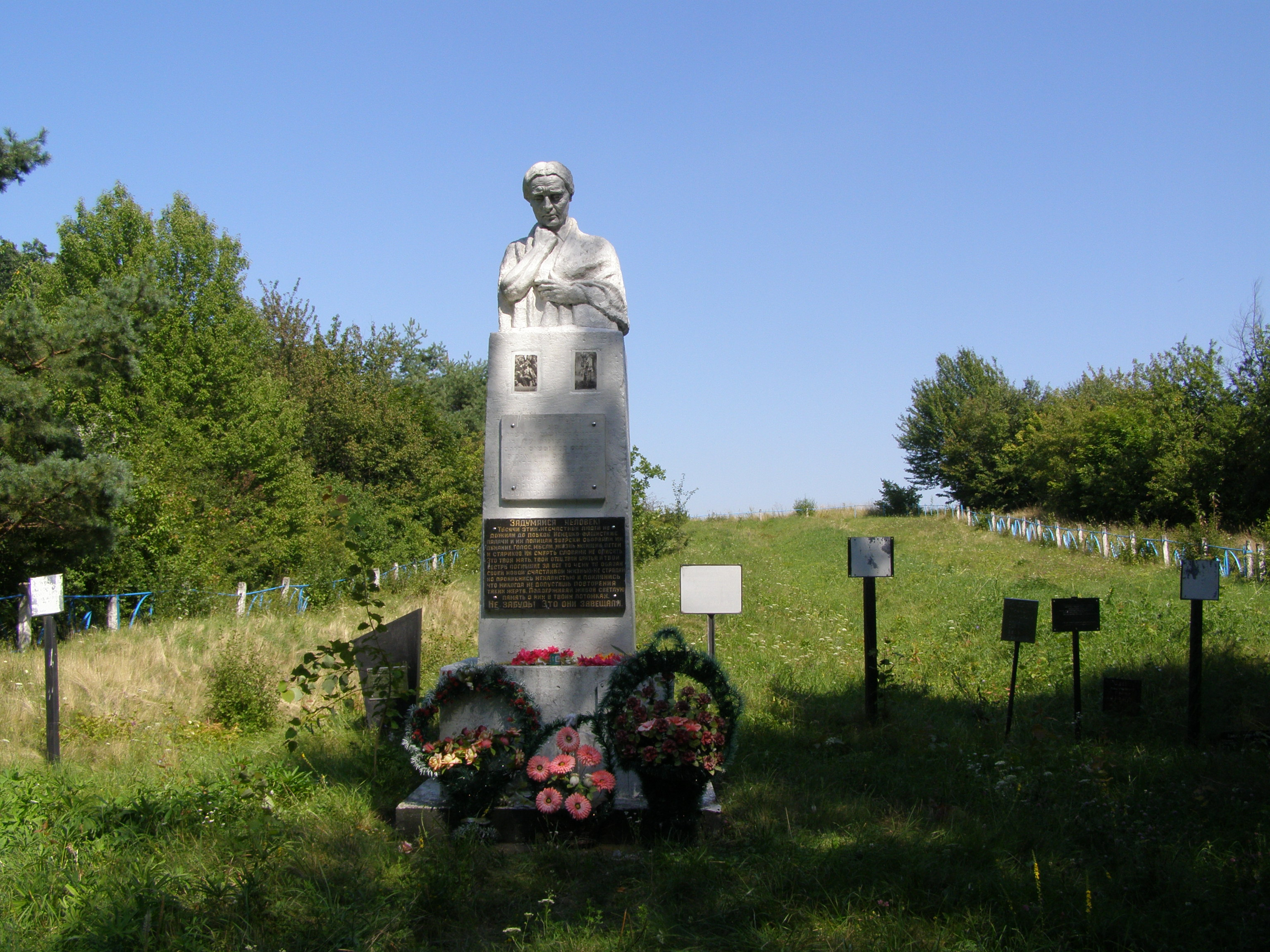
Monument sur le lieu des anciennes fosses communes, cimetière juif
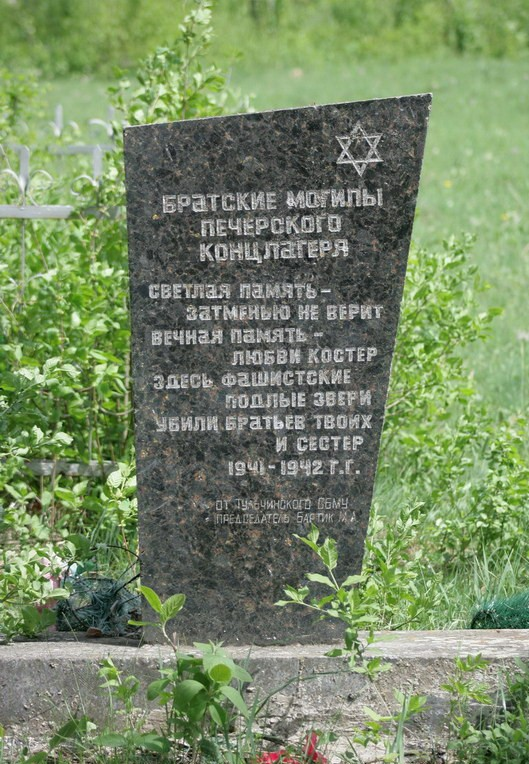
Monument sur le lieu des anciennes fosses communes, cimetière juif